# Stenele repanda
Stenele repanda är en fjärilsart som beskrevs av Walker 1854. Stenele repanda ingår i släktet Stenele och familjen mätare. Inga underarter finns listade i Catalogue of Life.